# Concetto Marchesi
Concetto Marchesi (Catania, 1º febbraio 1878 – Roma, 12 febbraio 1957) è stato un politico e latinista italiano.

## Biografia

### Attività politica e didattica
Le sue origini famigliari sono incerte; forse figlio di Gaetano Marchesi e di Concettina Stano, studiò al Liceo classico Nicola Spedalieri di Catania dove già nel 1893 fondò un giornale, Lucifero, che nel titolo rivelava la sua ammirazione per il giovane Giosuè Carducci e per il democratico e anticlericale Mario Rapisardi, professore di letteratura italiana e latina all'Università di Catania. Il contenuto del suo articolo apparso nel primo numero fu giudicato dalle autorità diffamatorio delle Istituzioni, il giornale fu sequestrato e il sedicenne Marchesi fu condannato a un mese di reclusione, con la sospensione della pena da scontare al raggiungimento del 18º anno di età.
Nel 1895 si iscrisse al Partito Socialista Italiano, iniziò a frequentare la Facoltà di Lettere dell'università etnea, ma nel febbraio del 1896 fu arrestato in ottemperanza alla condanna subita due anni prima. Scontata la pena, dopo aver pubblicato Battaglie, un volume di poesie infiammate, nello stile del Rapisardi, a denunciare le ingiustizie sociali e a preconizzare il riscatto delle plebi, lasciò Catania per Firenze, dove si iscrisse all'Istituto di studi superiori, laureandosi il 10 luglio 1899 con una tesi su Bartolomeo della Fonte.
Dopo aver insegnato nei ginnasi di Nicosia e di Siracusa, e nei licei di Caltanissetta, di Verona e di Messina, nel 1906 Marchesi ottenne la cattedra di latino e greco nel Liceo classico di Pisa, dove iniziò il suo impegno politico attivo, venendo eletto, nel 1908, consigliere comunale nelle file dei democratici radicali. Nel 1910 sposò Ada Sabbadini, figlia del filologo Remigio Sabbadini, suo primo maestro all'Università di Catania, dalla quale avrà la figlia Lidia.
Marchesi ottenne nel 1915 la libera docenza in letteratura latina e passò all'Università di Messina. Le sue posizioni politiche andavano spostandosi decisamente verso il socialismo scientifico di Karl Marx: giudicò il Manifesto del Partito Comunista un «gran fascio di luce» e, quando nel 1921 vi fu la scissione di Livorno, aderì al Partito comunista.
Intanto aveva pubblicato commenti e studi su opere e personalità della letteratura latina: La vita e le opere di Elvio Cinna (1898), L'Etica Nicomachea nella tradizione latina medievale e l'Orator di Cicerone (1904), il Tieste di Seneca (1908), Un nuovo codice del "De Officiis" di Cicerone (1913), il De magia di Apuleio e un profilo di Valerio Marziale (1914), Le corone di Prudenzio (1917); l'Ars amatoria di Ovidio (1918), gli Epigrammi di Marziale e un saggio su Seneca (1920), i profili per l'editore Formiggini di Petronio e di Giovenale (1921). Pochi anni più tardi verrà un saggio su Tacito (1924) e, soprattutto, la grande impresa dei due volumi della Storia della letteratura latina (1925-1927), che conoscerà nel 1931 un'edizione ridotta a uso dei licei, La letteratura romana, e successivamente ancora, nel 1948, il Disegno storico della letteratura latina.
Nel 1922 intanto, si era iscritto alla facoltà di giurisprudenza, laureandosi l'anno dopo con la tesi Il pensiero giuridico e politico di Cornelio Tacito. Intendeva cautelare il proprio avvenire con un titolo che gli permettesse l'esercizio di una professione indipendente, stante l'avvento del fascismo e la possibilità che fosse impedito l'insegnamento a chi, come lui, era ostile al nuovo ordine che si andava prefigurando.
Dopo aver pubblicato il Fedro e la favola latina, ottenne nel 1923 il trasferimento all'Università di Padova, con l'incarico di docente di latino medievale. Fino all'agosto del 1924 aveva collaborato in forma anonima alla rivista «Prometeo» di Amadeo Bordiga; la sua sporadica collaborazione con le pubblicazioni comuniste cessò a partire dal 1925, con un polemico articolo contro i cattolici apparso ne «l'Unità» del 17 gennaio. Successivamente ci furono rari contatti clandestini, dopo la restrizione delle libertà civili e politiche, con i dirigenti e gli altri militanti del Partito comunista che si era dato una struttura clandestina.
Egli lasciò intendere (ma la cosa non è affatto provata e nel 1957 Ludovico Geymonat la mise in dubbio) che in uno di questi contatti, nel 1931, ricevette dal Partito comunista l'indicazione di giurare fedeltà al fascismo (come era stato reso obbligatorio ai docenti, pena l'espulsione dall'Università). I comunisti avrebbero ritenuto utile mantenere in quell'importante Università un punto di riferimento per attività politiche cospirative. La legge che imponeva tale giuramento - entrata in vigore il 28 agosto 1931 - era stata caldeggiata da Giovanni Gentile. Nel 1931, quindi, Concetto Marchesi prestò giuramento di fedeltà al fascismo. Nel 1935 Marchesi giurò una seconda volta, quando divenne socio dell'Accademia nazionale dei Lincei, e una terza nel 1939, quando divenne membro dell'Accademia d'Italia, istituita dallo stesso Gentile in luogo dei Lincei: anche in questa occasione era stato imposto nello Statuto dell'Accademia l'obbligo del giuramento di fedeltà al Regime e Marchesi non solo giurò di nuovo, ma prese pure la tessera del Partito nazionale fascista.

### La caduta del fascismo: la ripresa dell'azione politica
(Lettera di Italo Calvino a Elena Croce, 14 febbraio 1957)

La marchesa Giuliana Benzoni

I contatti di Marchesi con il Partito comunista ripresero nel 1942 attraverso Lelio Basso. Nella primavera del 1943 Marchesi ebbe rapporti con esponenti militari nel Veneto e in Toscana, e in maggio incontrò a Ferrara il generale Raffaele Cadorna (figlio del generale famoso per la disfatta di Caporetto), comandante della Divisione «Ariete», che si dichiarò favorevole all'impiego dell'esercito contro la Germania, qualora il fascismo fosse caduto e il Principe di Piemonte avesse assunto il comando delle forze armate.
Che la guerra fosse perduta era ormai convinzione generale e si poneva il problema di farla finita con il fascismo. In quello stesso mese di maggio il capo del Partito Palmiro Togliatti, dai microfoni di «Radio Milano-Libertà», la trasmissione in lingua italiana di Radio Mosca, aveva aperto alla collaborazione con i monarchici antifascisti: «La monarchia rappresenta la continuità della vita politica della nazione. La monarchia non può dunque accettare, ma deve respingere la politica catastrofica di Mussolini [...] la monarchia, adempiendo il suo compito politico e storico, dica presto il suo basta alle follie mussoliniane».
Il 26 maggio Concetto Marchesi faceva pervenire a Maria José, tramite il professore liberale Carlo Antoni e Giuliana Benzoni, antifascista e confidente della principessa, la disponibilità dei comunisti ad appoggiare la defenestrazione di Mussolini e il conseguente nuovo governo antifascista, al quale sarebbero stati disposti a partecipare con un ministro senza portafogli: «a prova della loro buona volontà avrebbero, a un segnale convenuto, sospeso il lavoro nelle fabbriche di tutta Italia».
Ai primi di giugno ebbe una riunione a Milano, nella sede della Casa Editrice Principato, con Celeste Negarville e Giorgio Amendola, che lo incaricarono di andare a Roma a prendervi contatto con i senatori Alberto Bergamini e Alessandro Casati, anch'essi coinvolti, per conto del Partito liberale, nelle trattative presso la Corona volte a provocare la caduta di Mussolini. Al suo ritorno a Milano Marchesi riferì che a Roma si prevedeva l'intervento dell'esercito e che candidati alla successione di Mussolini erano il maresciallo Pietro Badoglio e i generali Enrico Caviglia e Vittorio Ambrosio.

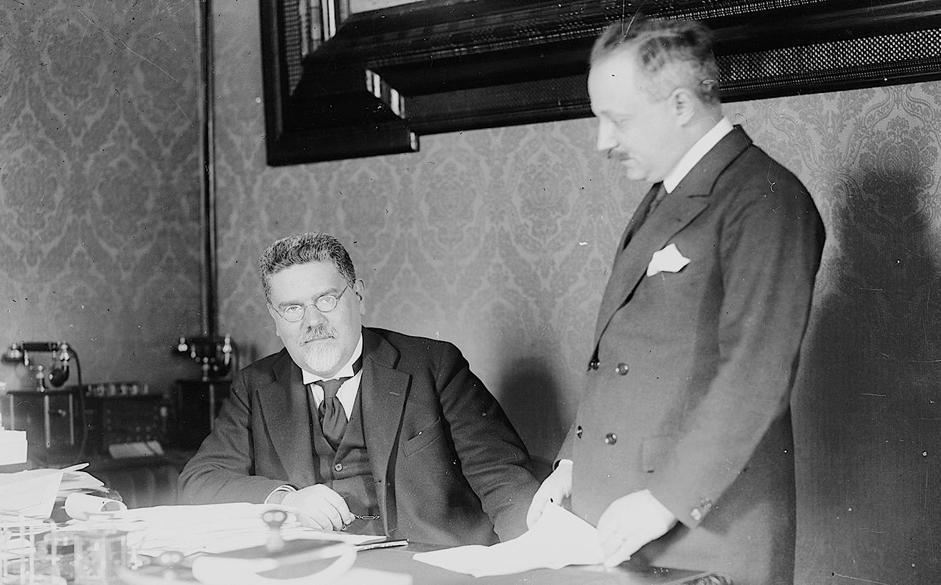
Giovanni Gentile e Leonardo Severi

Rappresentò il PCI poco dopo, il 24 giugno e il 4 luglio a Milano, agli incontri clandestini in cui faticosamente i delegati di tutti i partiti antifascisti cercavano una unità di intenti in vista della caduta del fascismo, data ormai per imminente. In quello stesso 24 giugno 1943 il filosofo Giovanni Gentile, il più prestigioso intellettuale del Regime, pronunciava in Campidoglio il cosiddetto Discorso agli italiani nel quale, consapevole della grave crisi del fascismo, invitava tutti gli italiani a stringersi intorno al Re e al Duce, anche i comunisti, dal momento che il fascismo - sosteneva - era «la correzione tempestiva dell'utopia comunista e l'affermazione più logica e perciò più vera di quello che si può attendere dal comunismo».
Il 25 luglio 1943 Concetto Marchesi era in vacanza all'isola d'Elba e qui lo raggiunse la notizia della caduta di Mussolini e del fascismo. Il suo nome venne fatto circolare come possibile ministro dell'Istruzione in un prossimo governo da costituire dopo l'armistizio con gli Alleati; intanto, il ministro nominato da Badoglio, Leonardo Severi, rinnovò gli incarichi nelle Università e nominò Marchesi rettore a Padova al posto del precedente rettore di nomina fascista Carlo Anti. Lo stesso Severi ebbe una dura e pubblica polemica col Gentile, che aveva cercato di raccomandargli il figlio Benedetto e gli aveva dato «consigli» non richiesti su eventuali nuove nomine di insegnanti, così che il 30 agosto Giovanni Gentile dovette dimettersi da direttore della Scuola Normale di Pisa.

### Rettore dell'Università di Padova

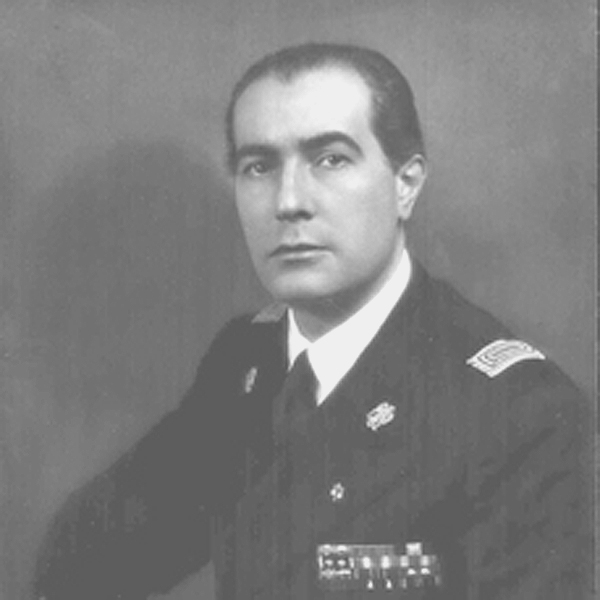
Il ministro della Repubblica Sociale Italiana Carlo Alberto Biggini

Marchesi s'insediò come rettore il 7 settembre 1943: andò ad abitare nella stessa sede del rettorato, in Palazzo Papafava, costituendovi clandestinamente, insieme con il pro-rettore Egidio Meneghetti, socialista, e con l'azionista Silvio Trentin, il CLN veneto, il cui organo «Fratelli d'Italia» cominciò a uscire di lì a poco. In un'intervista, il 10 settembre dichiarò di voler rendere possibile «discutere e sperimentare cosa sia la libertà, quali siano le dottrine economiche e politiche che si vorrebbe accogliere o respingere, quali siano finalmente gli interessi supremi della Patria, della gente, del popolo lavoratore. Questa dev'essere la nuova aria che penetri subito nelle Università italiane».
Quello stesso giorno si apprese della fuga da Roma di Vittorio Emanuele e di Badoglio, avvenuta senza nemmeno avvisare i ministri, che si dispersero. Il comandante della Divisione «Centauro» Calvi di Bergolo consegnò ai tedeschi senza combattere la capitale e, fatto da Kesselring comandante della piazza, nominò i nuovi ministri: al commissariato all'Istruzione mise Giuseppe Giustini, direttore generale del Ministero, al quale il 15 settembre Marchesi, stante la nuova situazione politica, rassegnò per lettera le dimissioni da rettore.
Ma gli eventi incalzavano: le armate tedesche occuparono rapidamente tutta l'Italia centro-settentrionale, misero in piedi la cosiddetta Repubblica Sociale Italiana i cui ministeri furono costituiti in varie e sparse città della Lombardia e del Veneto. A Padova s'insediò, nello stesso Palazzo Papafava, l'ultimo ministro fascista dell'Educazionale nazionale, Carlo Alberto Biggini, che respinse le dimissioni di Marchesi, confidandogli di essere convinto della prossima sconfitta della Germania: si trattava ora - disse - di difendere l'Università dalle ingerenze dei tedeschi. Marchesi accettò di rimanere, avendo avuto garanzia di poter agire in piena autonomia e senza compromissioni con il potere politico e militare, in particolare ottenendo l'inviolabilità dell'Università e la conseguente protezione degli studenti contro l'arruolamento coatto.
Seppure Marchesi intendesse sfruttare il suo incarico per coprire un'organizzazione cospirativa antifascista, la sua posizione rimase comunque delicata: nell'opinione pubblica egli poteva essere percepito come un collaborazionista del nuovo Regime nazi-fascista. Per questo motivo, i dirigenti comunisti gli chiesero di dimettersi dall'incarico, ma egli rifiutò.

#### Il discorso inaugurale
Il 9 novembre 1943 Concetto Marchesi inaugurò l'anno accademico, alla presenza del ministro della RSI Biggini a cui fece preventivamente leggere il discorso, nell'aula magna dell'Università, nella quale fece consentire unicamente l'ingresso degli studenti e dei professori. Un manipolo di appartenenti alla Milizia universitaria fascista, prima dell'arrivo di Marchesi, si era impadronito della tribuna arringando gli studenti perché si arruolassero e insultando con l'epiteto di «imboscati» gli studenti che reagivano a quell'intrusione. Il tumulto si estese finché, sopraggiunti Marchesi e il pro-rettore Meneghetti, essi allontanarono personalmente e a forza i militi fascisti dal podio.
Il discorso di Marchesi fu particolarmente abile perché, pur parlando delle presenti cose e delle prospettive che attendevano l'Università e l'Italia, non conteneva alcun'approvazione al Regime passato e presente, riuscendo tuttavia a farsi apprezzare dalla stampa fascista, che lo esaltò con grandi titoli elogiativi.
Marchesi esordì esaltando quella gloriosa Università, «custodia civile» e «tempio inviolato dell'intelletto e del sapere», ricordò i colleghi defunti, i tanti «periti o dispersi e tratti in terre lontane», gli studenti che non sarebbero più tornati e quelli «che rivedremo ancora nel giorno in cui, sopito il furore della guerra, si sarà purificato il nostro dolore e il nostro rimpianto».
Informò delle fondazioni sorte per favorire gli studi e i lavori di ammodernamento e ampliamento delle Facoltà, fatti e da fare quando il cielo italiano non fosse «più solcato dagli apparecchi della morte».
Il nucleo del discorso di Marchesi s'incentrò sulla necessità di un'unione fraterna tra il mondo della scienza, rappresentato dall'Università, «alta e inespugnabile rocca», e il mondo del lavoro:
E concluse:

#### L'appello agli studenti

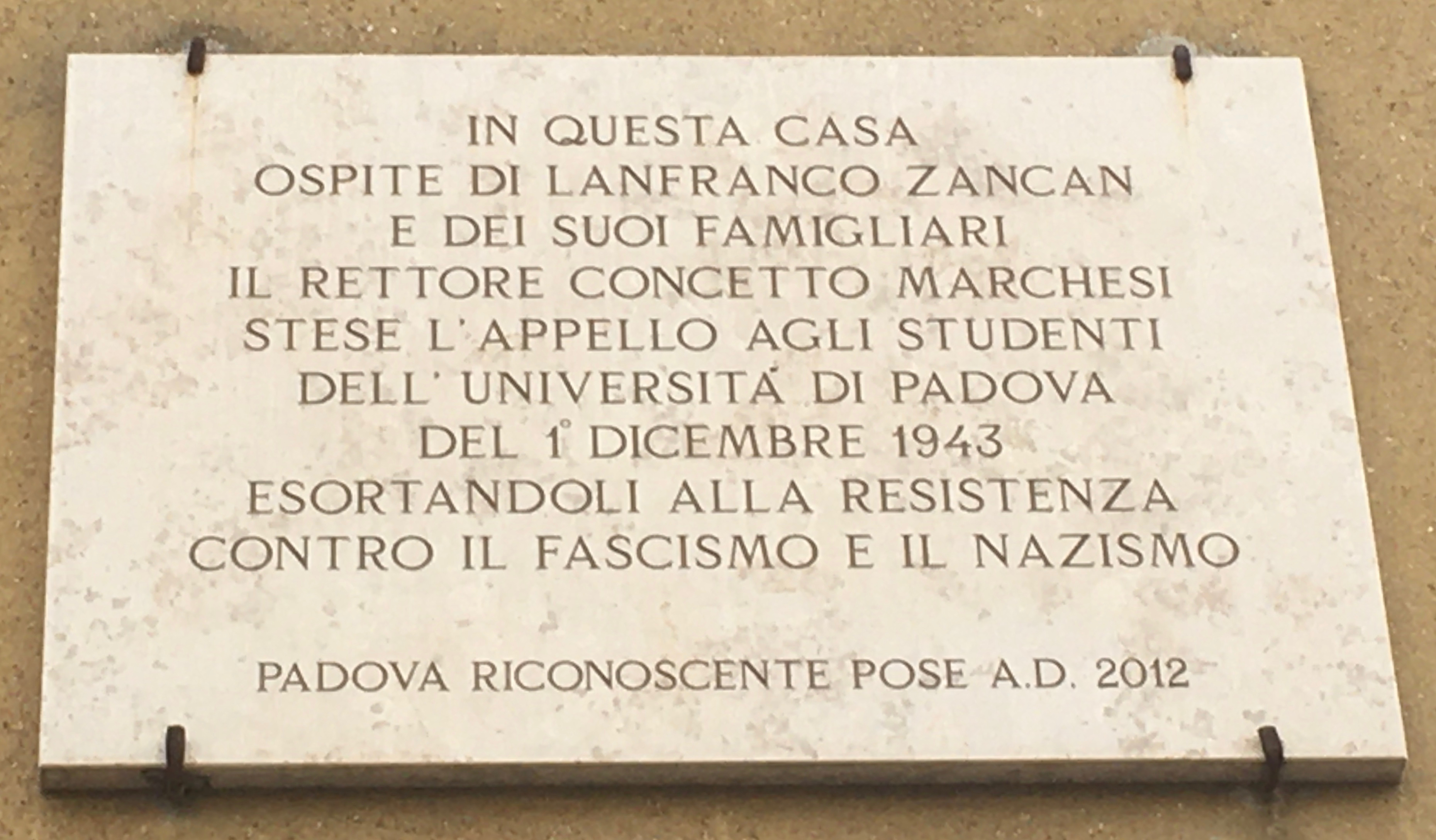
Lapide a Padova di fronte alla chiesa di Santa Caterina, che ricorda l'appello antifascista scritto da Marchesi per gli studenti dell'università.

Gli incidenti tra «goliardi in grigio-verde» e studenti antifascisti si ripeterono dopo la fine del discorso e nei giorni successivi, tanto che il colonnello von Frankenberg, comandante della piazza di Padova, comprese che stava nell'influsso di Marchesi la causa dell'agitazione studentesca e il 18 novembre chiese al prefetto Primo Fumei di prendere iniziative. Intorno a quella data, avvertito del pericolo di arresto, Marchesi si nascose in casa della famiglia di un suo vecchio amico deceduto anni prima, il senatore e storico del diritto Nino Tamassia: appena in tempo, poiché il 19 novembre venne arrestato Silvio Trentin.
Da casa Tamassia si trasferì in casa di Lanfranco Zancan, docente antifascista cattolico, e di qui dal comunista Leone Turra, dove rimase fino al 29 novembre. Qui scrisse una lettera di congedo al collega Manara Valgimigli, la lettera di dimissioni al ministro Biggini, datata 29 novembre e un appello agli studenti di Padova, post-datato al 1º dicembre e che verrà diffuso il 5 dicembre.
L'appello si divide in due parti. Nella prima Marchesi motivò il suo permanere nell'Università con la speranza di «mantenerla immune dall'offesa fascista e dalla minaccia germanica» e di difendere gli stessi studenti «da servitù politiche e militari» a costo di apparire in «pacifica convivenza» con il Regime, mentre quello era «un posto di ininterrotto combattimento».
Ricordò come quelli che «per un ventennio hanno vilipeso ogni onorevole cosa e mentito e calunniato» avessero cercato di appropriarsi dei valori espressi nel suo discorso inaugurale malgrado l'azione degli studenti contro «un manipolo di questi sciagurati, violatori dell'Aula Magna, travolti sotto la immensa ondata del vostro irrefrenabile sdegno».
Nella seconda parte Marchesi chiamò gli studenti all'insurrezione:
La diffusione dell'appello avvenne clandestinamente e pertanto non poté provocare clamore. Clandestini erano i primi fogli che lo stamparono in Veneto, il «Fratelli d'Italia» e «Il Lavoratore». A Roma fu riprodotto alla fine di dicembre dal quotidiano della Democrazia Cristiana, «Il Popolo», unitamente a un commento con il quale si citarono sprezzantemente quegli intellettuali che, diversamente da Marchesi, facevano «oggetto di mercato» i valori dello spirito e del pensiero: «innanzi tutto Giovanni Gentile e i suoi accoliti (i vari Pagliaro, Perrotta, Dainelli, Casella, Pasquali, Volpicelli, Carlini e via dicendo)».
Per la prima volta veniva qui introdotta la contrapposizione tra le figure del Marchesi e del Gentile, destinata a rinnovarsi nel tempo. Il motivo era da rintracciarsi nella figura prestigiosa del filosofo conterraneo, da vent'anni schierato a fianco del fascismo, il quale, dopo l'incidente col Severi che gli aveva attirato violente critiche da parte dei fascisti intransigenti, il 17 novembre aveva incontrato a Gardone Riviera Mussolini che gli aveva rinnovato la sua fiducia nominandolo presidente dell'Accademia d'Italia. In tal modo il Gentile, dopo un periodo di defilamento, tornava a occupare il suo ruolo naturale di mentore culturale della Repubblica Sociale.
In gennaio, l'appello di Marchesi venne riportato da due fogli comunisti, «La Comune» di Imola e «L'Azione comunista» di Firenze. Ma maggiore risonanza l'appello ottenne grazie alla sua pubblicazione fatta dal giornale socialista svizzero «Libera Stampa» - che lo contrappose all'articolo di Gentile del precedente 28 dicembre Ricostruire - e dal quotidiano «La Gazzetta del Mezzogiorno», stampata nell'Italia liberata dagli Alleati. Di qui passò a Radio Londra che ne fece oggetto di due commenti per bocca di Paolo Treves e di Candidus, pseudonimo dell'italo-inglese John Marus.

### In Svizzera
Il 30 novembre 1943 Marchesi aveva lasciato Padova per Milano, dove contattò l'amico editore Giuseppe Principato, il quale lo indirizzò presso il parroco di Camnago. Qui rimase nascosto per un mese, tornando in gennaio a Milano dove assunse il falso nome di Antonio Martinelli e cambiò più volte recapito. Il Partito comunista, che lo aveva sospeso dopo il suo rifiuto di immediate dimissioni dal rettorato, lo reintegrò nei ranghi dopo essere venuto a conoscenza del suo appello e cercò di contattarlo. Pietro Secchia riuscì a stabilire a Milano alcuni contatti col Marchesi, al quale egli propose di recarsi a Roma, ma il progetto non si realizzò e il professore espatriò in Svizzera, probabilmente nei primi giorni di febbraio del 1944, passando clandestinamente il confine a Maslianico.
L'attraversamento notturno del confine è descritto con accenni poetici da Marchesi ne La bisaccia di Cratete: «un tale mi accompagnava per un sentiero ripido e stretto. Procedeva cauto, con ripetuti cenni di silenzio. Ero stanco. Il sentierò finì e cominciò la campagna, sparsa di cespugli; e una casa sorgeva sul poggio [...] Dopo un breve tratto mi fecero curvare per terra: sollevarono la rete e strisciai per l'angusta apertura [...] Non vidi più nessuno. Era il plenilunio. Davanti a me si stendeva un'erta malagevole e spinosa, dietro un cane latrava furiosamente. Tra le stelle velate dalla luna Giove brillava di una divina bianchezza. Certe volte il cielo è stupendo sull'affanno dell'uomo».
Marchesi fu ospitato nella villa Turconi, proprietà vescovile a Loverciano, nel comune di Castel San Pietro e l'11 febbraio chiese formale asilo denunciando la propria presenza in terra svizzera alla polizia di Bellinzona, alla quale riferì i nomi di amici e conoscenti del Cantone ticinese che potevano garantire a suo favore: Edoardo Plinio Masini, l'avvocato Francesco Borella, grande amico del deputato socialista Guglielmo Canevascini, il professor Bruno Caizzi e lo scrittore Francesco Chiesa. Secondo Luciano Canfora, nel primo interrogatorio a Bellinzona, l'11 febbraio 1944, Marchesi ammise di aver preso la tessera del Partito nazionale fascista al momento del suo rinnovo del Giuramento di fedeltà al Fascismo, quando entrò nell'Accademia d'Italia nel 1939.
Marchesi non fu internato, come avveniva generalmente per i militari e per la maggior parte dei profughi politici; a Loverciano mise mano al racconto autobiografico La bisaccia di Cratete, che prende le mosse dalla sua infanzia siciliana fino agli ultimi drammatici eventi. Fu successivamente nominato professore, insieme con Aristide Foà, Agostino Lanzillo, Lucio Luzzatto e Diego Valeri, nel campo d'internamento per ufficiali costituito a Mürren, nel Cantone di Berna. Come scrisse alla direzione del Partito comunista, egli intendeva svolgere anche un'azione di proselitismo politico tra quei «giovani di primo ordine», la maggior parte dei quali hanno una «posizione liberale e si avanzano verso di noi». La libertà di movimento di cui godeva gli permise di frequentare diverse personalità dell'antifascismo internazionale, contattate nelle loro ambasciate a Berna.

#### La polemica con Giovanni Gentile
Su «La Nostra Lotta» l'ultima parte dello scritto rivolto a Gentile apparve modificata:

La spada non va riposta finché l'ultimo nazista non abbia ripassato le Alpi, finché l'ultimo traditore fascista non sia sterminato. Per i manutengoli del tedesco invasore e dei suoi scherani fascisti, senatore Gentile, la giustizia del popolo ha emesso la sentenza: MORTE!»
Non si sa chi abbia modificato il primo capoverso, che rispetto all'originale distingue con più nettezza ed enfasi le due parti in lotta in «assassini» e «patrioti», mentre l'autore del secondo capoverso fu Girolamo Li Causi, allora responsabile della stampa clandestina del Centro milanese del Partito comunista. Quest'ultima modifica sembra profonda e ha un significato molto chiaro, mentre il significato dell'originale del Marchesi - «La spada non va riposta, va spezzata. Domani se ne fabbricherà un'altra? Non sappiamo. Tra oggi e domani c'è di mezzo una notte ed un'aurora» - appare francamente oscuro. Perché mai si dovrebbe spezzare la spada con la quale si combatte il nemico? Occorre allora chiedersi quale sia il senso della frase del Marchesi e il suo rapporto con la modifica di Li Causi.
La frase del Marchesi è stata interpretata ricorrendo al frasario e alla simbologia massonica. Nel rituale delle antiche logge massoniche, il tradimento di un «fratello» era punito con la morte; François-Timoléon Bègue-Clavel descrive il rituale seguito nella condanna di Filippo d'Orléans il quale, già massone, nel 1793 si era espresso contro l'esistenza della Massoneria e di ogni società segreta: «Il presidente si alzò lentamente, prese la spada dell'ordine, la spezzò sul ginocchio e gettò i frammenti in mezzo all'assemblea. Tutti i fratelli emisero un coro luttuoso».
Dunque, non deporre la spada, ma spezzarla, significa emettere una sentenza di morte nei confronti dei traditori: una nuova spada, che simboleggia la pace e l'armonia della comunità, sarà fabbricata solo quando, eliminati i nemici, sorgerà l'aurora del nuovo giorno che vedrà ricostituita la vera unità dei concordi. Quella di Li Causi è perciò una traduzione libera e popolare, più adatta a un foglio che ha il compito di incitare alla lotta contro il fascismo, ma resta fedele al contenuto del pensiero di Concetto Marchesi.
Un pensiero che era anche in linea con il decreto pubblicato il 1º gennaio 1944 sull'organo delle Brigate Garibaldi «Il Combattente» e il successivo 15 gennaio su «Fratelli d'Italia». All'articolo 1 dichiarava «traditori della patria» tutti gli appartenenti al Partito fascista repubblicano, alla Milizia, a ogni altra organizzazione fascista e «tutti quelli che dopo la dichiarazione di guerra dell'Italia alla Germania abbiano collaborato nel campo militare, economico, amministrativo»; all'articolo 2 si condannavano a morte tutti coloro che, indicati nel precedente articolo, «nelle organizzazioni del Partito fascista repubblicano o nell'opera di collaborazione coi Tedeschi, abbiano dimostrato particolare iniziativa ed attività, o comunque abbiano svolta opera di direzione»; all'articolo 4 queste indicazioni erano dichiarate immediatamente operative.
L'articolo Ricostruire di Giovanni Gentile, pubblicato il 28 dicembre 1943, aveva provocato dure e prolungate polemiche nello stesso ambiente fascista. Egli aveva chiesto di «colpire il meno possibile; andare incontro alle masse per conquistarne la fiducia» e di «non perseguitare pel gusto di una giustizia che si compia anche a danno del paese». Gli intransigenti avevano accusato il filosofo siciliano di aver lanciato «un caldo, commovente appello alla concordia nazionale, alla indulgenza verso i passati trascorsi, all'oblio delle colpe di chiunque e da qualunque parte commesse», mentre «il tempo attuale è un tempo duro, scandito dagli scoppi delle bombe ad alto esplosivo».
Gentile replicò più volte a questa e altre analoghe critiche: il 16 gennaio 1944 chiarisce sul quotidiano fascista fiorentino «Repubblica» di avere sì invocato «la cessazione delle lotte, ma aggiungendo subito Tranne quella vitale contro i sobillatori, venduti o in buona fede, ma sadisticamente ebbri di sterminio. Né compromessi dunque, né equivoci. Quello che io chiedo è che si evitino le lotte non necessarie, né utili, anzi certamente dannose, in cui certi elementi fascisti insistono troppo».
Verso la metà di febbraio Marchesi scrisse una risposta all'articolo di Gentile, inviandola per la pubblicazione al quotidiano svizzero «Libera Stampa» e ai fogli clandestini italiani «La Nostra Lotta» e «Fratelli d'Italia». Il giornale comunista «La Nostra Lotta» lo pubblicò contemporaneamente a «Libera Stampa» in Svizzera, a Milano, a Roma e a Firenze, mentre sul giornale del CLN veneto «Fratelli d'Italia» apparve solo alla fine di marzo.
L'articolo rimase anonimo su «La Nostra Lotta» e su «Fratelli d'Italia»: non lo fu su «Libera Stampa» che lo pubblicò il 24 febbraio con il titolo Rinascita fascista e concordia di animi ovverosia Giovanni Gentile e Concetto Marchesi, e nell'incipit redazionale è ancora indicato che a Giovanni Gentile, «questo indegno e vacuo rappresentante della cultura non italiana, ma fascista, ha così risposto [...] con ben altra autorità che deriva da elevatezza intellettuale e morale, Concetto Marchesi [...]».
Marchesi esordisce ricordando a Gentile che l'8 settembre 1943 - data giudicata dal filosofo un «obbrobrio» - il fascismo era già morto e che la rinascita del fascismo auspicata da Gentile «è una sconcia commedia rappresentata da sconci gazzettieri. Il fascismo non può risorgere perché esso non è un organismo malato, è una malattia; non è il lebbroso che possa guarire, è la lebbra». Abbandonato dalla monarchia e dalla borghesia industriale e finanziaria, restò solo con l'esercito tedesco divenuto, dopo l'armistizio, esercito invasore e non più alleato.
Proprio grazie alla presenza dell'esercito tedesco, il fascismo «rivisse a far le vendette tedesche in terra italiana, servo e sgherro anche in quest'ultimo aspetto della sua ripugnante soggezione». Inutilmente - sostiene Marchesi - il fascismo cerca ora di presentarsi animato da spirito anti-capitalistico e anti-borghese: è solo un pretesto di «turpe gente che non sa morire. Sotto la garanzia dell'impunità, ha saputo soltanto distruggere e ammazzare».
Con la caduta del fascismo e della monarchia, con il dissolvimento dell'esercito, restano «per fortuna dell'Italia, i ribelli, eccellenza Gentile, quelli che voi chiamate "i sobillatori, i traditori, venduti o in buona fede". In buona fede, signor senatore: perché essi a vendersi, come voi dite, non ricaverebbero altra mercede che la fuga o la prigione o la morte. I denari di Giuda sono dalla vostra parte e si chiamano taglie, premi di delazione, premi di esecuzione, arruolamento di militari e di delatori».
Costituendosi in Stato, ora il fascismo agisce contro i suoi avversari in due modi contemporaneamente: sia con la forza della rappresaglia militare - venti ostaggi per ogni caduto - che con quella della legge ordinaria, espletata dai tribunali, che dovrebbero punire il solo responsabile. Finora la parola legge non aveva coperto «una procedura d'assassinio in massa su persone necessariamente innocenti perché chiuse in casa o in prigione nell'ora in cui si compiva il reato. Il merito di aver portato la legge e la norma pubblica al livello dello scannamento più facile e più selvaggio spetta al fascismo e al nazismo. E di questo voi, eccellenza Gentile, siete pienamente persuaso».
Non è pertanto possibile la concordia invocata da Gentile: «Con chi debbono accordarsi, ora, i cittadini d'Italia? Coi tribunali speciali della repubblica fascista o coi comandi delle S.S. germaniche? Fascismo è l'ibrido mostruoso che ha raccolto nelle forme più deliranti della criminalità i deliri della reazione, è lo stagno dove hanno confluito i rifiuti e le corruttele di tutti i partiti. E ora da questa proda immonda della paura e della follia si ardisce tendere le braccia per una concordia di animi?».
Così concludeva il Marchesi: «Quanti oggi invitano alla concordia, invitano ad una tregua che dia temporaneo riposo alla guerra dell'uomo contro l'uomo. No: è bene che la guerra continui, se è destino che sia combattuta. Rimettere la spada nel fodero, solo perché la mano è stanca e la rovina è grande, è rifocillare l'assassino. La spada non va riposta, va spezzata. Domani se ne fabbricherà un'altra? Non sappiamo. Tra oggi e domani c'è di mezzo una notte ed un'aurora».

#### L'articoloAi giovani
Il 15 aprile 1944 un gruppo di gappisti uccise Giovanni Gentile davanti alla sua abitazione. Si trattò di un'iniziativa autonoma di quel nucleo comunista fiorentino - tanto che il Comitato toscano di Liberazione nazionale sconfessò l'azione con l'astensione del rappresentante comunista - ma il Partito comunista decise di assumersi la responsabilità politica dell'attentato: «L'ordine del giorno di deplorazione è approvato con l'astensione dei comunisti i quali, pur non avendo il loro partito deciso l'uccisione di Gentile, non possono disapprovare quell'atto vindice e giustiziere compiuto da giovani col rischio della propria vita».
Nel dibattito che seguì la morte del Gentile sulla sua figura di intellettuale fascista, s'inserì anche Marchesi con l'articolo Ai giovani, pubblicato il 15 maggio 1944 su «Fratelli d'Italia». Marchesi non si occupa esplicitamente della figura di Gentile, che nell'articolo non viene nemmeno nominato, e tuttavia egli replica a concetti espressi in diversi discorsi del filosofo siciliano, che aveva esaltato le «virtù» del popolo italiano nei «venticinque secoli» della sua storia e la funzione degli intellettuali, la classe che, nella visione di Gentile, raccoglie, conserva e trasmette i valori patri e che anima il Paese nei suoi momenti di crisi.
Niente di tutto questo, per Marchesi. Gli intellettuali italiani sono in massima parte «uomini saldati ad una stagnante tradizione di massime e di concepimenti fondati su una morale conservatrice padronale e servile, questa gente fa della patria, dell'ordine, della giustizia, della religione, i pilastri consacrati del privilegio». Anche coloro che per qualche tempo si atteggiarono a dissidenti o ribelli, «nell'ora brusca e scura dell'urto, si allinearono quasi tutti nelle file dei buoni cittadini amanti dell'ordine». Quando poi il fascismo trionfò e «l'impunità fu accordata al pugnale dell'assassino, mentre fumavano gli incendi delle Camere del Lavoro e delle Cooperative operaie, e gli uomini venivano massacrati sotto gli occhi delle loro donne dalle eroiche schiere degli squadristi armati con le armi del regio esercito», proprio allora
Marchesi torna ai motivi del famoso articolo dello scorso febbraio: tutta l'attuale classe dirigente deve sparire e con essa non è possibile né concordia né di tregua, «finché queste radici di maleficio e di odio restano conficcate nella vita italiana». E se si opponesse che abbastanza sangue è già stato versato, si potrà rispondere domandando:

### Deputato alla Costituente e al Parlamento

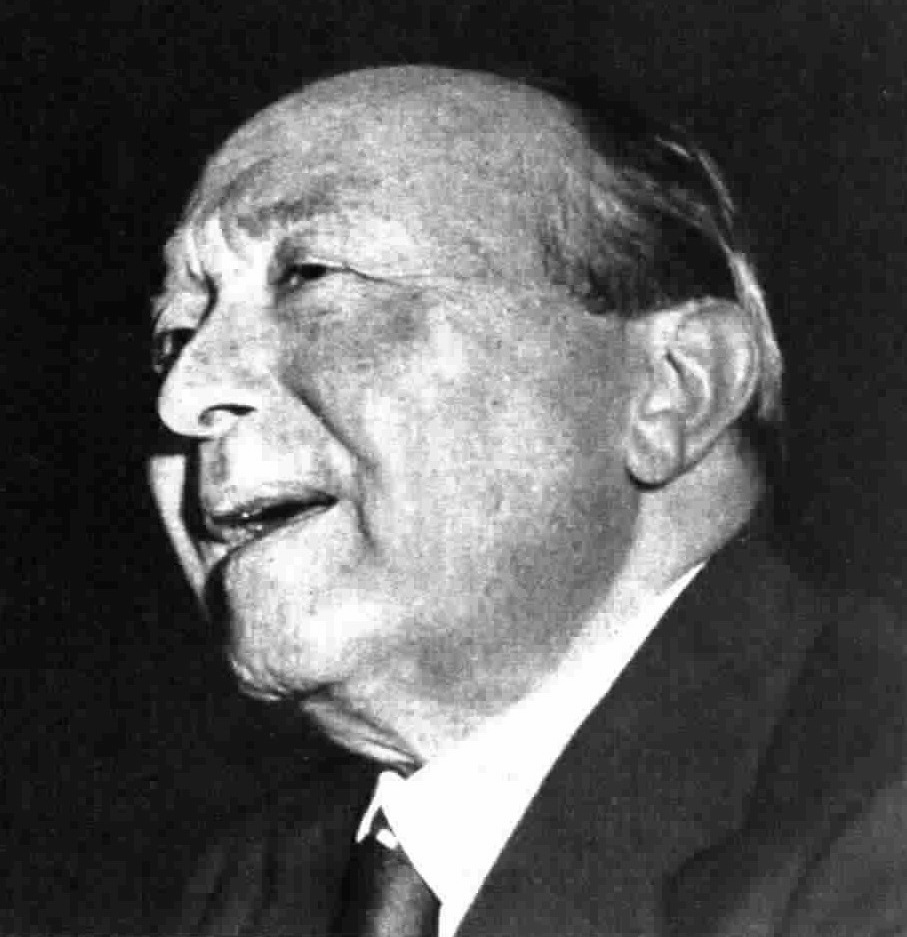
Francobollo commemorativo

Nel settembre 1945 fu nominato nella Consulta Nazionale, dove fu presidente della commissione istruzione e belle arti.
Nel giugno 1946 venne eletto nell'Assemblea Costituente nella lista del PCI, e partecipò alla scrittura della Costituzione italiana. Nota è la sua dissidenza con Togliatti, perché rifiutò l'inserimento dei Patti Lateranensi nell'articolo 7 della Costituzione Italiana, "anche per lealtà massonica", secondo Canfora, e quando si trattò di votare il relativo articolo, uscì dall'aula con un gruppo di deputati comunisti intransigenti, tra i quali Teresa Noce. Palmiro Togliatti rimase sempre suo amico personale ed estimatore culturale: benché non più Guardasigilli, sarebbe stato lui, nel dicembre 1947, a suggerire al presidente Terracini una pausa dei lavori dell'Assemblea costituente, prima della votazione finale della Costituzione, affinché Marchesi avesse due settimane di tempo per dare una revisione finale, sotto il profilo della pulizia linguistica e della coerenza sintattica e stilistica, al testo della Costituzione della Repubblica italiana.
Fu membro del comitato centrale del PCI dal 1947.
Eletto deputato alla Camera nell'aprile 1948, fu vicepresidente della Commissione istruzione a Montecitorio. Fu rieletto nel 1953 nella II legislatura che non concluse a causa della morte nel 1957. Il suo posto venne occupato successivamente da Vittorio Ghidetti.
Concluse l'attività accademica nell'Università padovana con il pensionamento avvenuto il 31 ottobre del 1953. Nel 1956, durante l'VIII congresso del PCI, commentò le accuse lanciate a Stalin da Nikita Chruščëv durante il XX Congresso del PCUS, affermando ironicamente che «Tiberio, uno dei più grandi e infamati imperatori di Roma, trovò il suo implacabile accusatore in Cornelio Tacito, il massimo storico del principato. A Stalin, meno fortunato, è toccato Nikita Kruscev». In quel medesimo discorso, sostenendo pienamente la linea di Palmiro Togliatti, attaccò violentemente la Rivoluzione ungherese del 1956 appena svoltasi tra il 23 ottobre ed il 4 novembre e schiacciata dall'Armata Rossa sovietica, sostenendo che «in Ungheria era cominciata non la guerra civile, ma la caccia al comunista. Per codesti intellettuali comunisti, i massacri dei comunisti non contano. Essi sono gli olocausti dovuti alla sacra ira del popolo risorto, anche se di questo popolo risorto i nuovi capi sono il cardinale primate e i castellani di Horthy».
Morì nel 1957 e la sua commemorazione alla Camera dei deputati fu fatta da Togliatti.

### Storico della letteratura latina
Nella sua lunga carriera accademica tradusse e pubblicò numerose opere latine; scrisse anche delle monografie dei più grandi autori romani: Apuleio, Ovidio, Arnobio e Sallustio (1913); Marziale (1914); Seneca (1921); Giovenale (1922); Fedro (1923); Tacito (1924) e Petronio (1940). Tra gli altri suoi saggi: Il libro di Tersite (1920-1951); Storia della letteratura latina (1927); Divagazioni (1953) e Il cane di terracotta (1954).
È significativa l'impronta materialista e marxista nello studio delle relazioni fra potere e letteratura, fra il regime imperiale e i poeti allineati a quel regime. Un esempio è il seguente passo tratto dai commenti alle epistole di Orazio, in specie l'Epistola 1.7: «Ma non bisogna male intendere questo senso di personale indipendenza» - ammonisce Marchesi riferendosi alle rivendicazioni integrali di libertà intellettuale e materiale di Orazio nei confronti di Mecenate - «fino a fare di Orazio uno spregiatore della vita cortigiana». E Marchesi continuava, mostrando tutto il paradigma militante delle sue opere di critica letteraria: «Essere piaciuto ai potenti pareva a lui un alto titolo di onore», poiché «a questo figlio di liberto mancò il senso del contrasto politico, il rischioso piacere dell'insorgere contro le forze costituite».

## Opere
- Battaglie, Tipografia dell'Etna, Catania 1896.
- La vita e le opere di C. Elvio Cinna, Niccolò Giannotta Edit., Catania 1898.
- Documenti inediti sugli umanisti fiorentini della seconda meta del sec. XV. Appendice alla Vita e Opere di Bartolomeo della Fonte, Niccolò Giannotta Edit., Catania 1899.
- Bartolomeo Della Fonte, Bartholomaeus Fontius. Contributo alla storia degli studi classici in Firenze nella seconda meta del Quattrocento, Niccolò Giannotta Edit., Catania 1900.
- I Cantores Euphorionis, Bencini, Firenze-Roma 1901.
- Il compendio volgare dell'etica aristotelica e le fonti del libro VI del Tresor, E. Loescher, Torino 1903.
- M. Tullio Cicerone, L'oratore. Testo critico commentato ad uso delle scuole da Concetto Marchesi, Libreria editrice A. Trimarchi, Messina 1904.
- L'etica nicomachea nella tradizione latina medievale. Documenti e appunti, Libreria editrice A. Trimarchi, Messina 1904.
- Il volgarizzamento toscano del libro "Della vecchiezza" di Cicerone, 1904.
- Paolo Manuzio e talune polemiche sullo stile e sulla lingua nel Cinquecento, Visentini, Venezia 1905.
- Per la tradizione medievale dell'etica nicomachea, Tip. F. Nicastro, Messina 1905.
- La prima traduzione in volgare italico della Farsaglia di Lucano e una nuova redazione di essa in ottava rima, Unione tipografica cooperativa, Perugia 1905.
- I primordii dell'eloquenza agraria e popolare di Roma, Tipi della Rivista di storia antica, Padova 1905.
- La libertà stoica romana in un poeta satirico del I secolo. A. Persio Flacco, tip. dell'Unione coop. editrice, Roma 1906.
- Il volgarizzamento italico delle Declamationes pseudo-quintilianee, 1906.
- Di alcuni volgarizzamenti toscani in codici fiorentini, Unione tipografica cooperativa, Perugia 1907.
- Le fonti e la composizione del Thyestes di L. Anneo Seneca, E. Loescher, Torino 1907.
- Le allegorie ovidiane di Giovanni del Virgilio, Unione tipografica cooperativa, Perugia 1908.
- Q. Orazio Flacco, poeta cortigiano?, tip. dell'Unione coop. editrice, Roma, 1908.
- Il Tieste di L. Anneo Seneca. Saggio critico e traduzione (di) Concetto Marchesi, F. Battiato, Catania, 1908.
- Gli amori di un poeta cristiano, Tipografia dell'Unione editrice, Roma, 1909.
- Le donne e gli amori di Marco Valerio Marziale, Tipografia dell'Unione editrice, Roma, 1910.
- Il dubbio sull'anima immortale in due luoghi di Seneca, Tipografia dell'Unione editrice, Roma, 1910.
- Due grammatici latini del Medio evo, Unione tipografica cooperativa, Perugia, 1910.
- La terza satira oraziana del primo libro, E. Loescher, Torino, 1910
- Valerio Marziale, Formiggini, Genova, 1914
- Seneca, Principato, Messina, 1920
- Petronio, Formiggini, Roma, 1921
- Giovenale, Formiggini, Roma, 1921
- Tacito, Principato, Roma-Messina, 1924
- Storia della letteratura latina, 2 voll., Principato, Milano-Messina, 1925-1927; 8ª edizione riveduta, Principato, Milano-Messina, 1957-1958
- Storia della letteratura romana, Principato, Milano-Messina, 1931
- Augusto fra i poeti e gli storici del primo secolo, Olschki, Firenze, 1938
- Motivi dell'epica antica, Principato, Milano-Messina, 1942
- La persona umana nel comunismo, Realtà, Roma, 1946.
- Scuola pubblica. Discorso pronunciato all'Assemblea costituente nella seduta del 22 aprile 1947, Tipografia della Camera dei deputati, Roma, 1947
- Disegno storico della letteratura latina, Principato, Milano-Messina, 1948
- Divagazioni, Neri Pozza, Venezia 1951
- Antifascismo bandiera di libertà. Conferenza tenuta a Bologna il 28 novembre 1954 nel Salone del Podestà, Soc. Tip. Ed. Bolognese, Bologna, 1955
- Nel decennale della Resistenza, a cura de Il Risorgimento, Milano, 1955
- Perché sono comunista, Federazione milanese del Partito Comunista Italiano, Milano, 1956
- Scritti politici, Editori Riuniti, Roma, 1958
- Umanesimo e comunismo, Editori Riuniti, Roma, 1974
- Scritti minori di filologia e letteratura, Olschki, Firenze, 1978
- Interventi al Consiglio comunale di Pisa, luglio-dicembre 1908, Amministrazione provinciale, Pisa, 1978
- Quaranta lettere a Manara e a Erse Valgimigli, All'Insegna del Pesce d'Oro, Milano, 1979
- I discorsi, 1948-1957, Edizioni del Paniere, Verona, 1987
- Liberate l'Italia dall'ignominia, Edizioni del Paniere, Verona, 1991
- Altri scritti, Archivio Concetto Marchesi, Cardano al Campo, 2006
- Discorsi parlamentari. 1945-1957, Laterza, Roma-Bari, 2008